# Max Richter
Max Richter (* 22. března 1966, Německo) je skladatel filmové hudby a hudebník. Studoval hru na klavír na Edinburské univerzitě, hudební kompozici na Royal Academy of Music v Londýně a také u skladatele Luciana Beria v italské Florencii. Zároveň ho však ovlivnil punk a elektronická hudba, a proto je již od začátku jeho dílo propojením klasické a elektronické hudby. Mezi desítkami jeho prací můžeme najít sólová alba, filmovou hudbu, ale také hudební díla pro operu, balet, činohru a hudebně-umělecké instalace ve spolupráci s jinými umělci.

## Diskografie

### Samostatná tvorba
- Memoryhouse (BBC, 2002)
- The Blue Notebooks (Fat Cat Records, 2004)
- Songs from Before (Fat Cat Records, 2006)
- 24 Postcards in Full Colour (Fat Cat Records, 2008)
- Infra (Fat Cat Records, 2010)
- Recomposed by Max Richter: Vivaldi – The Four Seasons (Deutsche Grammophon, 2014)

### Filmová hudba
| Film                                              | Rok  | Režisér                                     | Poznámka                                             |
| ------------------------------------------------- | ---- | ------------------------------------------- | ---------------------------------------------------- |
| Gender Trouble                                    | 2003 | Roz Mortimer                                |                                                      |
| Geheime Geschichten                               | 2003 | Christine Wiegand                           |                                                      |
| Soundproof                                        | 2006 | Edmund Coulthard                            |                                                      |
| Work                                              | 2006 | Jim Hosking                                 |                                                      |
| Butterfly                                         | 2007 | Tracey Gardiner                             |                                                      |
| Naděje (Nadzieja)                                 | 2007 | Stanislaw Mucha                             |                                                      |
| Frankie Howerd: Rather You Than Me                | 2008 | John Alexander                              |                                                      |
| Henry May Long                                    | 2008 | Randy Sharp                                 |                                                      |
| Valčík s Bašírem (Vals Im Bashir)                 | 2008 | Ari Folman                                  | Získalo Evropskou filmovou cenu "Nejlepší Skladatel" |
| Ztracený a nalezený (Lost and Found)              | 2008 | Philip Hunt                                 |                                                      |
| Penelopa                                          | 2009 | Ben Ferris                                  |                                                      |
| Die wilde Farm                                    | 2009 | Dominique Garing & Frédéric Goupil          |                                                      |
| La prima linea                                    | 2009 | Renato De Maria                             |                                                      |
| Lila, Lila (My Words, My Lies - My Love)          | 2009 | Alain Gsponer                               |                                                      |
| Cizinka (Die Fremde)                              | 2010 | Feo Aladağ                                  | Ve spolupráci se Stéphane Moucha                     |
| My Trip to Al-Qaeda                               | 2010 | Alex Gibney                                 |                                                      |
| Lůno (Womb)                                       | 2010 | Benedek Fliegauf                            |                                                      |
| Klíč k minulosti (Elle s'appelait Sarah)          | 2010 | Gilles Paquet-Brenner                       |                                                      |
| The Gift                                          | 2010 | Andrew Griffin                              | Ve spolupráci s Hildur Guðnadóttir                   |
| How to Die in Oregon                              | 2010 | Peter D. Richardson                         |                                                      |
| Dokonalý smysl (Perfect Sense)                    | 2011 | David Mackenzie                             |                                                      |
| Impardonnables                                    | 2011 | André Téchiné                               |                                                      |
| Nach der Stille                                   | 2011 | Stephanie Bürger, Jule Ott & Manal Abdallah | Ve spolupráci se Sven Kaiser                         |
| Edwin Boyd: Citizen Gangster                      | 2011 | Nathan Morlando                             |                                                      |
| Španělsko (Spanien)                               | 2012 | Anja Salomonowitz                           |                                                      |
| Lore                                              | 2012 | Cate Shortland                              |                                                      |
| Jiro Dreams of Sushi                              | 2011 | David Gelb                                  |                                                      |
| Kouzelný kámen (The Patience Stone/Syngue Sabour) | 2011 | Atiq Rahimi                                 |                                                      |
| Miserere                                          | 2012 | Sylvain White                               |                                                      |
| Disconnect                                        | 2012 | Henry-Alex Rubin                            |                                                      |
| Jeptiška (La Religieuse)                          | 2013 | Guilliame Nicloux                           |                                                      |
| Wadjda                                            | 2013 | Haifaa Al-Mansour                           |                                                      |
| Futurologický kongres (The Congress)              | 2013 | Ari Folman                                  |                                                      |
| Cizí oběd (The Lunchbox)                          | 2013 | Ritesh Batra                                |                                                      |
| Poslední dny na Marsu (The Last Days on Mars)     | 2013 | Ruairí Robinson                             |                                                      |
| As Above, So Below                                | 2014 | John Erick Dowdle                           |                                                      |
| Werk ohne Autor - Soundtrack                      | 2018 | Florian Henckel von Donnersmarck            |                                                      |

## Ocenění a nominace
- 2008: Evropská filmová cena – Nejlepší skladatel Valčík s Bašírem
- 2008: Cinema Eye Honors – Vynikající Výkon v kategorii Hudební skladatelé, Valčík s Bašírem
- 2008: Cena Annie – Hudba v kategorii Produkce v Animovaném filmu, Valčík s Bašírem (nominace)
- 2008: International Film Music Critics Association Awards – Breakout Composer of the Year, Valčík s Bašírem (nominace)
- 2010: Preis der deutschen Filmkritik – Nejlepší hudba, Cizinka
- 2012: Stockholm International Film Festival – Nejlepší filmová hudba, Lore
- 2012: Bayerischer Filmpreis – Hudba k filmu Lore
- 2013: ECHO Klassik - ocenění "Klassik ohne Grenzen" za album "Recomposed by Max Richter: Vivaldi's Four Seasons"